# Landsberg (Familienname)
Landsberg ist ein deutscher Herkunfts- und Familienname.

## Namensträger

### Herkunftsname
- Anno von Landsberg (Anno von Minden; † 1185), Bischof in Minden an der Weser
- Dietrich von Landsberg (1242–1285), Markgraf von Landsberg
- Dietrich II. (Lausitz), Dietrich von Landsberg (um 1118–1185), deutscher Markgraf
- Johannes Justus von Landsberg (um 1490–1539), Kartäusermönch
- Herrad von Landsberg (1125/30–1195), elsässische Äbtissin
- Konrad II. (Lausitz), Konrad von Landsberg (1159–1210), Markgraf der Lausitz
- Wolfard II. von Landsberg (14. Jahrhundert), Abt von Abtei Michaelsberg

### Familienname
- Alexandra Landsberg (* 1968), deutsche Politikerin (Bündnis 90/Die Grünen)
- Arnold von Landsberg, deutscher römisch-katholischer Geistlicher und Gesandter Kurkölns bei den Westfälischen Friedensverhandlungen
- Christiane Richter-Landsberg (* 1948), deutsche Neurobiologin und Hochschullehrerin
- Darrien Landsberg (* 1998), südafrikanischer Rugbyspieler
- David Landsberg (1944–2018), US-amerikanischer Schauspieler
- Dieter Graf von Landsberg-Velen (1925–2012), deutscher Sportfunktionär und Präsident des Malteser Hilfsdienst Deutschland
- Dietrich von Landsberg zu Erwitte (um 1615/18–1683), Militär, Diplomat und Landdrost
- Engelbert von Landsberg-Velen und Steinfurt (1796–1878), westfälischer Adliger und preußischer Politiker
- Ernst Landsberg (1860–1927), deutscher Jurist
- Franz Anton von Landsberg (1656–1727), westfälischer General
- Franz Kaspar Ferdinand von Landsberg zu Erwitte (1670–1748), Domherr und Amtsträger im Herzogtum Westfalen
- Friedrich von Landsberg-Velen und Gemen (1815–1898), westfälischer Unternehmer in der chemischen Industrie und Standesherr von Gemen
- Friedrich von Landsberg-Velen und Gemen der Jüngere (1850–1926), westfälischer Standesherr und preußischer Politiker
- Georg Landsberg (1865–1912), deutscher Mathematiker
- Gerd Landsberg (* 1952), deutscher Jurist
- Grigori Samuilowitsch Landsberg (1890–1957), sowjetischer Physiker
- Hans Landsberg (1875–1920), deutscher Schriftsteller, Theaterkritiker und  Literarhistoriker
- Helmut Landsberg (1906–1985), US-amerikanischer Klimatologe und Meteorologe deutscher Abstammung
- Hugo von Landsberg-Steinfurt (1832–1901), preußischer Verwaltungsbeamter
- Ignatz von Landsberg-Velen und Steinfurt (1830–1915), westfälischer und preußischer Politiker
- Ignaz von Landsberg-Velen und Gemen (1788–1863), westfälischer und preußischer Politiker, Standesherr von Gemen und Unternehmer in der chemischen Industrie
- Johan Landsberg (* 1974), schwedischer Tennisspieler
- Johann Landsberg (1888–1955), deutscher Kaufmann, Bremer Bürgerschaftsabgeordneter (BDV/FDP)
- Kjell Landsberg (* 1980), deutscher Handballspieler
- Kurt Landsberg (1892–1964), deutscher Politiker (CDU, dann SPD)
- Ludwig Landsberg (1807–1858), deutscher Musikpädagoge und Autographensammler
- Ludwig Landsberg (1879–1923), deutscher Chemiker und Fabrikant
- Manfred von Landsberg-Velen (1923–2010), deutscher Unternehmer und Kommunalpolitiker (CDU)
- Martin Landsberg (um 1455–vor 1523), deutscher Buchdrucker in Leipzig
- Max Landsberg (Rabbiner) (1845–1927), deutscher Rabbiner
- Max Landsberg (Bildhauer) (1850–1906), deutscher Bildhauer
- Max Landsberg (Architekt) (1878–1930), deutscher Architekt
- Max von Landsberg-Velen (1847–1902), deutscher Standesherr und Politiker (Zentrum), MdR
- Meyer Landsberg (1810–1870), deutscher Rabbiner
- Otto Landsberg (1869–1957), deutscher Jurist Politiker (SPD)
- Paul Ludwig Landsberg (1901–1944), deutscher Philosoph
- Peter Landsberg (* 1938), deutscher Manager (Alcatel SEL)
- Peter Theodore Landsberg (1922–2010), britischer Physiker
- Richard Landsberg (1873–1940), deutscher Architekt
- Rolf Landsberg (1920–2003), deutscher Chemiker
- Theodor Landsberg (1847–1915), deutscher Bauingenieur
- Thomas Landsberg (1945–2010), deutscher Kommunalpolitiker (SPD)